# Жданко, Александр Ефимович
Александр Ефимович Жданко (1858—1917) — русский генерал, участник Первой мировой войны.

## Биография
Родился в Пятигорске 6 (18) января 1858 год в православной семье военного врача Ефима Михайловича Жданко. Брат генерала М. Е. Жданко. Отец Ерминии Жданко, советского этнографа Татьяны Жданко и художницы Ирины Жданко.
Образование получил в Ставропольской классической гимназии.
В военную службу вступил 31 августа 1876 года. Окончил Николаевское инженерное училище (1879). Выпущен подпоручиком (ст. 08.08.1879) в 10-й сапёрный батальон. Позже служил в лейб-гвардии Сапёрном батальоне, 13-м сапёрном батальоне, 16-м стрелковом и 52-м пехотном Виленском полках. Прапорщик гвардии (ст. 13.12.1880). Подпоручик (ст. 30.08.1883) и поручик (ст. 01.01.1885) гвардии.
Окончил Николаевскую академию генштаба (1887; по 1-му разряду). Штабс-капитан гвардии (1887) с переименованием в капитаны армии (1887). Вероятно, по окончании академии к Генеральному штабу причислен не был, так как должности по генштабу упоминаются в списке ГШ только с 1900 года.
Командовал ротой в 13-м сапёрном батальоне (20.05.1888—15.01.1892). Состоял при Одесском военном округе. Подполковник (ст. 26.02.1897). Штаб-офицер для особых поручений при командующем войсками Одесского военного округа (09.04.1900—27.03.1901). Начальник штаба 2-й Кавказской казачьей дивизии (27.03.1901—06.08.1904). Полковник (пр. 1901; ст. 01.04.1901; за отличие). Цензовое командование батальоном отбывал в 57-м пехотном Модлинском полку (01.05—01.09.1901). Командир 2-го Финляндского стрелкового полка (06.08.1904—28.11.1908). Генерал-майор (пр. 1908; ст. 28.11.1908; за отличие). С 28 ноября 1908 года — командир 2-й бригады 34-й пехотной дивизии.
Участник Первой мировой войны. Командующий 64-й пехотной дивизией (19.07.1914—23.11.1916). Возглавлял дивизию в ходе отступления 26-го армейского корпуса к Августову и далее за реку Бобр в ходе Августовской операции в феврале 1915 года. В период зимних боев в Восточной Пруссии 1915 года, когда немцы планировали разбить находящуюся здесь 10-ю русскую армию, Жданко, один из немногих начальников, смог разобраться в ситуации, что сыграло немаловажную роль в неудаче противника в атаках против левого фланга российских войск.
Генерал-лейтенант (пр. 01.05.1915; ст. 29.10.1914; за отличие в делах против неприятеля) с утверждением в должности. На 10 июля 1916 года находился в том же чине и должности. Состоял в резерве чинов при штабе Киевского военного округа с 23 ноября 1916 года.
Умер от болезни в Киеве 9 августа 1917 года. Похоронен на кладбище Аскольдова могила.
Уже после смерти вышел приказ об увольнении от службы за болезнью 31 августа 1917 года.
Был дважды женат:
- 1-й брак — Ерминия Юрьевна Жданко (урожд. Бороздина; ? — 1897), дочь генерал-лейтенанта от кавалерии Г. А. Бороздина.
- 2-й брак (с 1904) — Тамара Осиповна Доливо-Добровольская (1877–1962, Москва), внучка тайного советника Флора Осиповича Доливо-Добровольского, сестра Михаила и Бориса Доливо-Добровольских.

## Награды
Награждён орденами Св. Станислава 3-й степени (1884); Св. Анны 3-й степени (1891); Св. Анны 2-й степени (1893); Св. Владимира 4-й степени (1897); Св. Владимира 3-й степени (1905); Св. Станислава 1-й степени (1912); Св. Владимира 2-й степени с мечами (1915); Св. Анны 1-й степени с мечами (1915); Белого Орла с мечами (1915).